# Carmen Tocală
Carmen Emilia Tocală (Pitești, 15 marzo 1962) è un'ex cestista e dirigente sportiva rumena.
È la madre di Vlad Moldoveanu.

## Carriera
Con la Romania ha disputato i Campionati europei del 1980.